# اسلامپ (زمین‌شناسی)

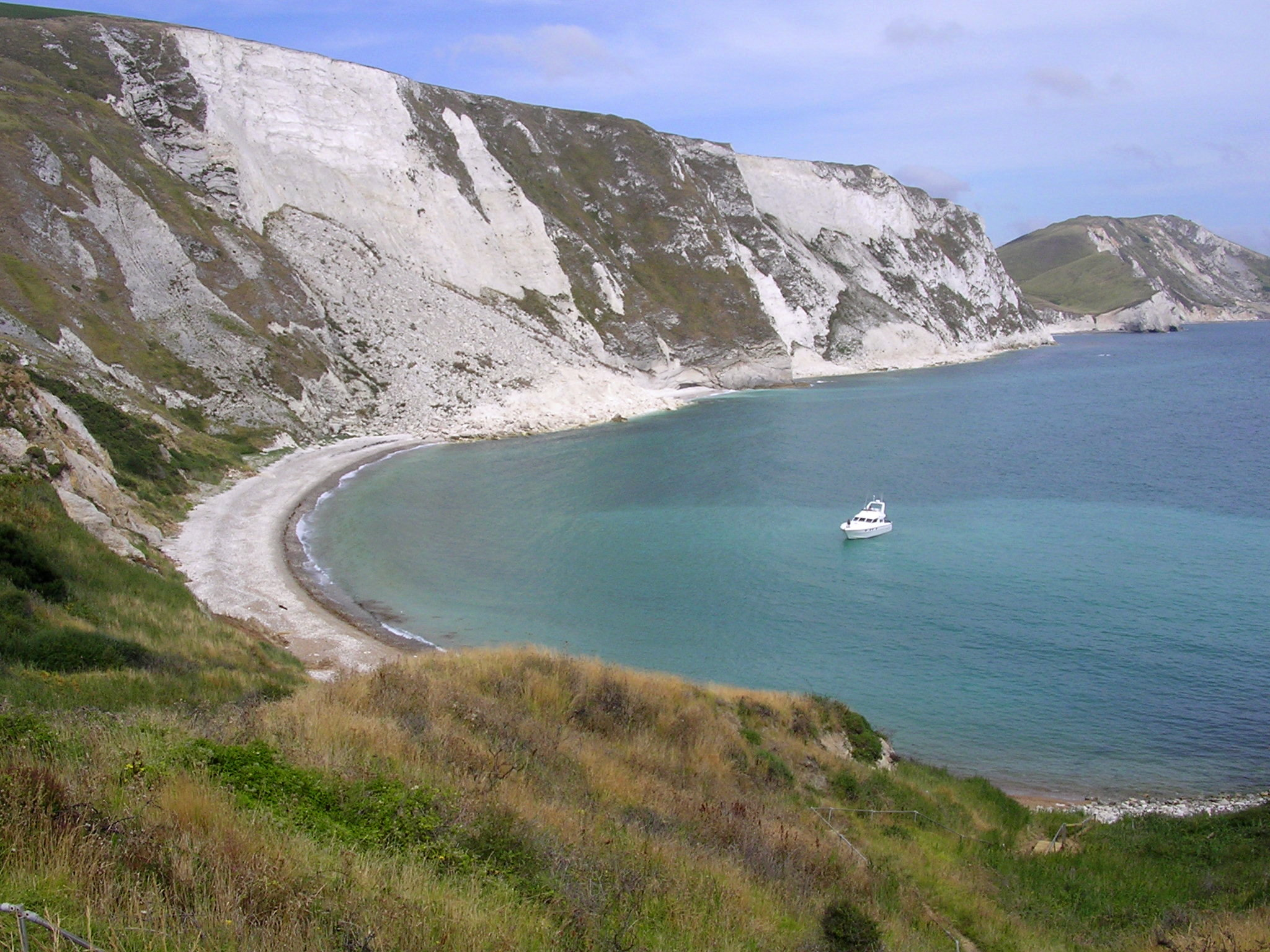
خلیج موپ در ساحل دورست، بریتانیا

اسلامپ (به انگلیسی: Slump) که به آن لَخشه و نشست نیز گفته می‌شود، نشست گونه‌ای از حرکت تودهٔ مواد (سنگ) است که هنگامی‌که جسم یکپارچه منسجم شود و بافت آن شل شده باشد یا سنگ‌های ورقه ورقه مسافت کوتاهی را به پایین شیب طی کنند به وجود می‌آید.
پروسه حرکت یا لغزش با ریزش در طول سطح مسطح توصیف می‌شود دلایل فرونشست شامل شوک‌های زمین لرزه – رطوبت – گرم و سرد شدن (منجمد) – ریز بری یا بار شیب است.
فرونشست‌های برگردانده شده زمانی که منطقه جدا شده وسیعی از زمین در طول سطح مسطحی جابجا شود ظاهر می‌گردد.
سطح‌های مسطح شکست متعارف شامل رگه‌ها یا صفحه‌های لایه معدنی شده است. مخصوصاً جاییکه لایهٔ نفوذپذیر برتری پیدا کند به سطح نفوذ ناپذیر.
بلوک‌های نشست گونه‌ای از نشست‌های برگردانده شده هستند که یک یا بیشتر واحدهای بلوک مرتبط به عنوان تودهٔ نسبتاً منسجم به پایین شیب حرکت می‌کند.
نشست‌های دورانی زمانی که بلوک نشست (ترکیبی از رسوب و سنگ) در طول سطح لغزش مقعر (رو به بالا) با چرخش در طول محور موازی با شیب بلغزد حرکت‌های دورانی باعث می‌شود که سطح اصلی بلوک به سطح کم شیب تبدیل شود و سطح بالای نشست به عقب
چرخانده شود. این دستاورد در تغییر شکل داخلی توده‌های ترکیبی مخصوص از چین‌های واژگون شده غلاف چین نامگذاری می‌شوند.
فرونشست‌ها دارای تعدادی ویژگی‌های مشخصی هستند. برشی که به عنوان شکاف در منطقه وسیعی از زمین به دور از شیب رخ می‌دهد به عنوان پرتگاه نامیده می‌شود و اغلب شبه صخره و مقعر است. در نشست‌های چرخشی بلوک اصلی و نشست معمولاً به رشته‌های فرعی نشست و پرتگاه‌های وابسته شکسته می‌شود و تا الگوی پلکانی بلوک‌های جایگزین شده را شکل می‌دهد.
سطح بالایی بلوک‌هایی که وارونه شده‌اند گودی‌ها را شکل می‌دهند که آب را برای تشکیل تالاب و مناطق باتلاقی انباشته می‌کند.
سطح جدا شده توده معمولاً به صورت دست نخورده باقی می‌ماند مخصوصاً بر روی سطح. اما برآمدگی‌های پشته نزدیک لبهٔ نشست شکل می‌گیرد. افزایش آب و کمبود رسوبات که به لبه چسبیده‌اند مواد فرونشست را به داخل جریان دافعه‌ای زمین جابجا می‌کند.
ترک‌های تراگذر در رامس تکهٔ آب زهکش احتمالاً پوشش گیاهی را می‌کشد. برآمدگی تراگذر – ترک‌های تراگذر و ترک‌های شعاعی در مواد جابجا شده بر روی پای لغزش نشست شکل می‌گیرد.
فرونشست مکرراً به علت رفع پایه شکل می‌گیرد همچنین به صورت طبیعی و فرایندهای دست‌ساز شکل می‌گیرد.
رودخانه یا جریان فرسایشی به خوبی ساختار را معمولاً محرکی برای نشست هستند. برداشت پشتوانهٔ نشست که پیشامد کاهش توده را برمی‌انگیزد به‌طور کامل رطوبت دلایل رایجی است که فرونشینی با ابرش باران شدید رخداد طوفان و جریان زمین اغلب به آن وابسته است.
باران اجسام را برای لغزش و افزایش خود جسم از مواد مهیا می‌کند.
هردو عامل باعث افزایش مقدار فرونشینی می‌شود. زمین لرزه‌ها همچنین توده‌های حجیم نشست را رها می‌کند به عنوان مثال فرونشست مهلک ارتفاعات ریز بخش آلاسکا. این فرونشست ویژه با زمین لرزه‌ای به بزرگی ۸٫۴ ریشتر که در اثر گرانش خاک نتیجه شده بود آغاز شد. در حدود ۷۵ خانه بخاطر نشست بازگردش نابود شدند. خطوط برق – حصارها – جاده‌ها – خانه‌ها و بقیه ساختارهای ساخته شده به دست انسان اگر در مسیر نشست باشند آسیب خواهند دید.
سرعت فرونشست در گسترهٔ وسیعی متغیر است از چند متر بر ثانیه تا متر بر سال متغیر است. نشست‌های ناگهانی معمولاً بعد از زمین لرزه یا بارش مستمر سنگین رخ می‌دهد و می‌تواند در طول چند ساعت ثابت شود. اکثر فرونشست‌ها بر اثر مدت زمان طولانی نسبی گسترش پیدا می‌کند که ماه‌ها یا سال‌ها طول می‌کشد تا ثابت شود.
یک مثالی که از فرونشست کند رونده زمین لغزش نهر سریع است که مرکز عمیق فرونشست دورانی در کوه‌های سومان در واشینگتن قرار دارد.
فرونشست‌ها همچنین در زیر آب در میان حاشیه‌های قاره‌ها و جزیره‌ها به وجود می‌آیند که از عمل جزر و مد یا رخدادهای بزرگ متزلزل نتیجه می‌شود. این فرونشست‌های زیر دریا می‌تواند سبب تولید شدن تسونامی‌های مصیب‌آمیز شوند.
زمینهٔ زیر آب که جزایر هاوایی را احاطه می‌کند نقشه‌برداری تپه‌ای (پشته‌ای) غیرمعمول خود را از بسیاری از فرونشست‌هایی که برای میلیون‌ها سال رخ داده بودند به‌دست می‌آورد.